# Martin Short
Martin Hayter Short (Hamilton, 26 marzo 1950) è un attore, sceneggiatore e produttore televisivo canadese naturalizzato statunitense.

## Biografia
Short, il più giovane di cinque fratelli, nasce a Hamilton nella provincia dell'Ontario in Canada. Il padre Charles Patrick Short arrivò in Nord America nel 1921 come clandestino proveniente dal Sud Armagh nell'Irlanda del Nord durante la guerra d'indipendenza irlandese. Sino dalla tenera età, la madre Olive Hayter, primo violino della Hamilton Symphony Orchestra, incoraggiava i primi sforzi creativi del figlio. Nel 1962 suo fratello David rimane ucciso in un incidente d'auto, sei anni dopo la madre muore di cancro e due anni più tardi muore anche il padre per alcune complicazioni dovute ad un ictus. Martin, ormai ventenne, frequenta la Westdale Secondary School e nel 1972 si laurea alla McMaster University con un Bachelor of Arts nel lavoro sociale.
Subito dopo la laurea, Martin Short viene lanciato in una produzione di Godspell Toronto (tra gli altri membri del cast per produzione: Victor Garber, Gilda Radner, Eugene Levy, Dave Thomas, e Andrea Martin, con Paul Shaffer in qualità di direttore musicale). Successivamente è stato lanciato in molte serie televisive e opere teatrali, tra cui un intenso dramma di attualità dal titolo In disgrazia alla fortuna e agli occhi degli uomini (Fortune and Men's Eyes). La sua carriera canadese si conclude nel 1979 quando comincia a lavorare per la SCTV Comedy Network e si aggiudica tre premi Emmy e due Tony Awards.
Dopo una sola stagione nello show Saturday Night Live, Short era già famoso per le sue performance e per le imitazioni di personaggi come Ed Grimley, Jackie Roger Jr., il leggendario cantautore Irving Cohen e dell'avvocato Nathan Thurm. Grazie all'enorme notorietà raggiunta è rapidamente passato a recitare per il grande schermo. Nel 1986 Short ha debuttato nel cinema con I tre amigos! diretto da John Landis con Steve Martin e Chevy Chase e nel corso degli anni ha continuato ad essere scritturato in ruoli comici. Nel 1987 recita nel film fantascientifico Salto nel buio, diretto da Joe Dante e prodotto da Steven Spielberg; nel cast Dennis Quaid, Meg Ryan e Vernon Wells. Nel 1991 ha un ruolo in Il padre della sposa e quattro anni più tardi in Il padre della sposa 2 con Steve Martin e Diane Keaton.
Nell'autunno del 1994, Short decide di diventare autore di tutti i suoi show televisivi. In particolare ha portato il suo talento comico e musicale in televisione con il programma quotidiano The Martin Short Show. Il programma, un misto di intrattenimento e talk show della durata di un'ora, ha ricevuto sette candidature all'Emmy comprese quelle per miglior Show e miglior Conduttore. Sempre nello stesso anno ha ricevuto l'onorificenza Order of Canada, (l'equivalente canadese del cavalierato britannico), per il contributo alla cultura del suo paese, entrando poi a far parte della Canadian Walk of Fame nel giugno del 2000.

## Vita privata
Nel 1980, dopo 6 anni di fidanzamento, ha sposato la comica Nancy Dolman, da cui ha avuto tre figli: Katherine Elizabeth (1983), Oliver Patrick (1986) e Henry (1990); il matrimonio durò fino alla morte di lei, sopraggiunta nel 2010 per un cancro alle ovaie.

## Filmografia

### Attore

#### Cinema
- Marito in prova (Lost and Found), regia di Melvin Frank (1979)
- I tre amigos! (¡Three Amigos!), regia di John Landis (1986)
- Salto nel buio (Innerspace), regia di Joe Dante (1987)
- Prendi il mio cuore (Cross My Heart), regia di Armyan Bernstein (1987)
- The Making of Me, regia di Glenn Gordon Caron (1989)
- In fuga per tre (Three Fugitives), regia di Francis Veber (1989)
- Il grande regista (The Big Picture), regia di Christopher Guest (1989) - non accreditato
- È tutta fortuna (Pure Luck), regia di Nadia Tass (1991)
- Il padre della sposa (Father of the Bride), regia di Charles Shyer (1991)
- Finché dura siamo a galla (Captain Ron), regia di Thom Eberhardt (1992)
- Ma chi me l'ha fatto fare! (Clifford), regia di Paul Flaherty (1994)
- Il padre della sposa 2 (Father of the Bride Part II), regia di Charles Shyer (1995)
- Mars Attacks!, regia di Tim Burton (1996)
- Da giungla a giungla (Jungle 2 Jungle), regia di John Pasquin (1997)
- Un semplice desiderio (A Simple Wish), regia di Michael Ritchie (1997)
- Akbar's Adventure Tours, regia di Robert Blalack (1998)
- Mumford, regia di Lawrence Kasdan (1999)
- Get Over It, regia di Tommy O'Haver (2001)
- CinéMagique, regia di Jerry Rees (2002)
- Jiminy Glick in Lalawood, regia di Vadim Jean (2004)
- Santa Clause è nei guai (The Santa Clause 3: The Escape Clause), regia di Michael Lembeck (2006)
- BuzzKill, regia di Steven Kampmann (2012)
- Vizio di forma (Inherent Vice), regia di Paul Thomas Anderson (2014)
- Mack & Rita, regia di Katie Aselton (2022)

#### Televisione
- Right On – serie TV (1972)
- Cucumber – serie TV, 1 episodio (1972)
- Peep Show – serie TV, 1 episodio (1975)
- The David Steinberg Show – serie TV, 10 episodi (1976-1977)
- Fit to Print, regia di Norman Campbell – film TV (1977)
- For the record – serie TV, episodio 4x01 (1978)
- La scelta (The Family Man), regia di Glenn Jordan – film TV (1979)
- I novellini (The Associates) – serie TV, 13 episodi (1979-1980)
- Love Boat (The Love Boat) – serie TV, episodio 3x28 (1980)
- Second City TV – serie TV, episodio 3x25 (1981)
- I'm a Big Girl Now – serie TV, 14 episodi (1980-1981)
- Taxi – serie TV, episodio 4x04 (1981)
- SCTV Network 90 – serie TV, 15 episodi (1982-1983)
- Sunset Limousine, regia di Terry Hughes – film TV (1983)
- SCTV Channel – serie TV, 18 episodi (1983-1984)
- Saturday Night Live – show TV, 25 episodi (1984-2021)
- Dave Thomas: The Incredible Time Travels of Henry Osgood, regia di Dave Thomas – film TV (1986)
- Tall Tales and Legends – serie TV, episodio 1x05 (1986)
- Really Weird Tales, regia di John Blanchard, Paul Lynch e Don McBrearty – film TV (1987)
- The Completely Mental Misadventures of Ed Grimley – serie TV, 13 episodi (1988)
- I, Martin Short, Goes Hollywood, regia di Eugene Levy – film TV (1989)
- Tracey Ullman Show – serie TV, 2 episodi (1989-1990)
- The Dave Thomas Comedy Show – show TV, 2 episodi (1990) - sé stesso
- Maniac Mansion – serie TV, episodio 2x14 (1991)
- A Spinal Tap Reunion: The 25th Anniversary London Sell-Out, regia di Jim Di Bergi – film TV (1992)
- Screen One – serie TV, episodio 5x06 (1993)
- The Martin Short Show – show TV, 3 episodi (1994)
- The Three Stooges Greatest, regia di Daniel Helfgott – film TV (1997)
- Merlino (Merlin), regia di Steve Barron – miniserie TV (1998)
- Alice nel Paese delle Meraviglie (Alice in Wonderland), regia di Nick Willing – film TV (1999)
- Primetime Glick – serie TV, 30 episodi (2001-2003)
- Il principe ranocchio (Prince Charming), regia di Allan Arkush – film TV (2001)
- Curb Your Enthusiasm – serie TV, episodio 3x05 (2002)
- Arrested Development - Ti presento i miei (Arrested Development) – serie TV, 1 episodio (2005)
- Law & Order - Unità vittime speciali (Law & Order: Special Victims Unit) – serie TV, episodio 6x18 (2005)
- Damages – serie TV, 13 episodi (2009)
- Tax Man, regia di Fred Savage – film TV (2010)
- Weeds – serie TV, 3 episodi (2011)
- How I Met Your Mother – serie TV, 3 episodi (2011-2012)
- Working the Engels – serie TV, episodio 1x10 (2014)
- Mulaney – serie TV, 13 episodi (2014-2015)
- Unbreakable Kimmy Schmidt – serie TV, episodio 1x04 (2015)
- Difficult People – serie TV, episodio 1x03 (2015)
- Maya & Marty – serie TV, 6 episodi (2016)
- Modern Family – serie TV, 1 episodio (2016)
- Hairspray Live!, regia di Kenny Leon – film TV (2016)
- The Last Man on Earth – serie TV, episodio 4x09 (2018)
- The Morning Show – serie TV, 3 episodi (2019-2021)
- Good People, regia di Lee Daniels – film TV (2020)
- Schmigadoon! – serie TV (2021-in corso)
- Only Murders in the Building – serie TV, 40 episodi (2021-in corso)

### Doppiatore
- Second City TV – serie TV, 1 episodio (1981)
- Miss Peach of the Kelly School – serie TV (1982)
- The Completely Mental Misadventures of Ed Grimley – serie TV, 13 episodi (1988)
- We're Back! - 4 dinosauri a New York (We're Back! A Dinosaur's Story), regia di Phil Nibbelink, Simon Wells, Dick Zondag e Ralph Zondag (1993)
- Hubie all'inseguimento della pietra verde (The Pebble and the Penguin), regia di Don Bluth e Gary Goldman (1995)
- Creature Crunch - videogioco (1996)
- Il principe d'Egitto (The Prince of Egypt), regia di Brenda Chapman, Steve Hickner e Simon Wells (1998)
- Jimmy Neutron - Ragazzo prodigio (Jimmy Neutron: Boy Genius), regia di John A. Davis (2001)
- Il pianeta del tesoro (Treasure Planet), regia di Ron Clements e John Musker (2002)
- La carica dei 101 II - Macchia, un eroe a Londra (101 Dalmatians II: Patch's London Adventure), regia di Jim Kammerud e Brian Smith (2003)
- Barbie La Principessa e la Povera (Barbie as the Princess and the Pauper), regia di William Lau (2004)
- Khan kluay, regia di Kompin Kemgumnird (2006)
- Spiderwick - Le cronache (2008)
- The Cat in the Hat Knows a Lot About That! – serie TV, 65 episodi (2010-2018)
- Hoodwinked 2: Hood vs. Evil (2011)
- I, Martin Short, Goes Home, regia di Ian MacDonald – film TV (2012)
- Madagascar 3 - Ricercati in Europa (Madagascar 3: Europe's most wanted), regia di Eric Darnell, Tom McGrath e Conrad Vernon (2012)
- Frankenweenie, regia di Tim Burton (2012)
- The Cat in the Hat Knows a Lot About Christmas!, regia di Tony Collingwood e Steve Neilson – film TV (2012)
- Il magico mondo di Oz (Legends of Oz: Dorothy's Return), regia di Will Finn e Dan St. Pierre (2013)
- Si alza il vento (Kaze tachinu), regia di Hayao Miyazaki (2013)
- The Cat in the Hat Knows a Lot About Camping!, regia di Paul Hunt – film TV (2016)
- The Cat in the Hat Knows a Lot About Halloween!, regia di Paul Hunt – film TV (2016)
- BoJack Horseman – serie TV, episodio 4x08 (2017)
- I Simpson (The Simpsons) - serie animata, 1 episodio (2017)
- Bumblebee, regia di Travis Knight (2018)
- Il magico scuolabus riparte (The Magic School Bus Rides Again) – serie TV, 2 episodi (2018)
- Elliot: La piccola renna (Elliot the Littlest Reindeer), regia di Jennifer Westcott (2018)
- Big Mouth – serie TV, episodio 3x03 (2019)
- La famiglia Addams (The Addams Family), regia di Greg Tiernan e Conrad Vernon (2019)
- La famiglia Willoughby (The Willoughbys), regia di Kris Pearn (2020)
- Back Home Again, regia di Michael Mankowski – cortometraggio (2021)
- Aquaman e il regno perduto (Aquaman and the Lost Kingdom), regia di James Wan (2023)

### Sceneggiatore
- Second City TV – serie TV, episodio 3x25 (1981)
- SCTV Network 90 – serie TV, 15 episodi (1982-1983)
- SCTV Channel – serie TV, 18 episodi (1983-1984)
- Saturday Night Live - programma TV, 17 episodi (1984-1985)
- Martin Short: Concert for the North America, regia di John Blanchard - speciale TV (1985)
- The Best of SCTV, regia di Jim Blake e Paul Flaherty - speciale TV (1988)
- The Completely Mental Misadventures of Ed Grimley – serie TV, 13 episodi (1988)
- The 1989 Gemini Awards - speciale TV (1989)
- I, Martin Short, Goes Hollywood, regia di Eugene Levy – film TV (1989)
- The Martin Short Show – serie TV, 2 episodi (1994)
- The Show Formerly Known as the Martin Short Show, regia di John Blanchard e Eugene Levy (1995)
- The Martin Short Show – serie TV, 63 episodi (1999-2000)
- Primetime Glick – serie TV, 30 episodi (2001-2003)
- Jiminy Glick in Lalawood, regia di Vadim Jean (2004)
- Just for Laughs – serie TV, episodio 1x04 (2009)
- I, Martin Short, Goes Home, regia di Ian MacDonald – film TV (2012)
- Maya & Marty – serie TV, 6 episodi (2016)
- Steve Martin and Martin Short: An Evening You Will Forget for the Rest of Your Life, regia di Marcus Raboy - speciale TV (2018)

### Produttore
- Martin Short: Concert for the North America, regia di John Blanchard - speciale TV (1985)
- The Completely Mental Misadventures of Ed Grimley – serie TV, 13 episodi (1988)
- The Martin Short Show – serie TV, 3 episodi (1994)
- The Martin Short Show – serie TV, 63 episodi (1999-2000)
- Primetime Glick – serie TV, 30 episodi (2001-2003)
- Jiminy Glick in Lalawood, regia di Vadim Jean (2004)
- I, Martin Short, Goes Home, regia di Ian MacDonald – film TV (2012)
- Maya & Marty – serie TV, 6 episodi (2016)
- Steve Martin and Martin Short: An Evening You Will Forget for the Rest of Your Life, regia di Marcus Raboy - speciale TV (2018)
- Only Murders in the Building – serie TV, 40 episodi (2021-2024)

### Regista
- Friends of Gilda – film TV (1993)

## Riconoscimenti
- Golden Globe
  - 2022 – Candidatura per il migliore attore in una serie commedia o musicale per Only Murders in the Building
  - 2023 – Candidatura per il migliore attore in una serie commedia o musicale per Only Murders in the Building
  - 2024 – Candidatura per il miglior attore in una serie commedia o musicale per Only Murders in the Building
- Premio Emmy
  - 1983 - Miglior sceneggiatura in una serie varietà per SCTV Network 90
  - 1983 - Candidatura alla miglior sceneggiatura in una serie varietà per SCTV Network 90
  - 1983 - Candidatura alla miglior sceneggiatura in una serie varietà per SCTV Network 90
  - 1983 - Candidatura alla miglior sceneggiatura in una serie varietà per SCTV Network 90
  - 1983 - Candidatura alla miglior sceneggiatura in una serie varietà per SCTV Network 90
  - 1998 - Candidatura al miglior attore non protagonista in una miniserie o film per la televisione per Merlino
  - 2003 - Candidatura alla miglior interpretazione in una serie varietà per Primetime Glick
  - 2010 - Candidatura al miglior attore in una serie drammatica per Damages
  - 2014 - Miglior speciale varietà per A Tribute to Mel Brooks
  - 2018 - Candidatura al miglior speciale varietà per Steve Martin and Martin Short: An Evening You Will Forget for the Rest of Your Life
  - 2018 - Candidatura alla miglior sceneggiatura per uno speciale varietà per Steve Martin and Martin Short: An Evening You Will Forget for the Rest of Your Life
  - 2020 – Candidatura per la miglior guest star in una serie drammatica per The Morning Show
  - 2022 - Candidatura alla miglior serie commedia per Only Murders in the Building
  - 2022 - Candidatura al miglior attore protagonista in una serie commedia per Only Murders in the Building
  - 2023 - Candidatura alla miglior serie commedia per Only Murders in the Building
  - 2023 - Candidatura al miglior attore protagonista in una serie commedia per Only Murders in the Building
  - 2024 - Candidatura alla miglior serie commedia per Only Murders in the Building
  - 2024 - Candidatura al miglior attore protagonista in una serie commedia per Only Murders in the Building
  - 2025 - Candidatura al miglior attore protagonista in una serie commedia per Only Murders in the Building
- Satellite Award
  - 1999 – Candidatura al miglior attore non protagonista in una serie, miniserie o film per la televisione per Merlino
  - 2010 – Candidatura al miglior attore non protagonista in una serie, miniserie o film per la televisione per Damages
  - 2022 - Candidatura al miglior attore in una serie commedia o musicale per Only Murders in the Building
- Tony Award
  - 1993 – Candidatura per il miglior attore protagonista in un musical per The Goodby Girl
  - 1999 – Miglior attore protagonista in un musical per Little Me
- Outer Critics Circle Award
  - 1993 – Candidatura per il miglior attore in un musical per The Goodby Girl
  - 1999 – Candidatura per il miglior attore in un musical per Little Me
  - 2007 – Candidatura per il miglior attore in un musical per Martin Short: Fame Becomes Me

## Doppiatori italiani
Nelle versioni in italiano delle opere in cui ha recitato, Martin Short è stato doppiato da:
- Mino Caprio in In fuga per tre, Il padre della sposa, Finché dura siamo a galla, Il padre della sposa 2, Merlino, Da giungla a giungla, Alice nel Paese delle Meraviglie, Mumford, Curb Your Enthusiasm, Santa Clause è nei guai, Law & Order - Unità vittime speciali, Vizio di forma, Unbreakable Kimmy Schmidt, Modern Family, The Morning Show, Only Murders in the Building
- Vittorio Stagni in Salto nel buio, È tutta fortuna, Ma chi me l'ha fatto fare!
- Oreste Baldini in Get Over It, Jiminy Glick in Lalawood
- Piero Tiberi in Marito in prova
- Pino Insegno ne I tre amigos
- Claudio Beccari in Prendi il mio cuore
- Teo Bellia in Mars Attacks!
- Edoardo Nevola in Un semplice desiderio
- Sergio Di Stefano ne Il principe ranocchio
- Sandro Sardone in Arrested Development - Ti presento i miei
- Luca Biagini in Damages
- Franco Mannella in Weeds
- Simone D'Andrea in How I Met Your Mother

Da doppiatore è sostituito da:
- Mino Caprio in La carica dei 101 II - Macchia, un eroe a Londra, Spiderwick - Le cronache, La famiglia Willoughby
- Dario Penne in Barbie - La principessa e la povera (Preminger)[1], BoJack Horseman
- Marco Mete ne Il magico mondo di Oz (Giullare)[2], Hubie all'inseguimento della pietra verde
- Claudio De Angelis in We're Back! - 4 dinosauri a New York
- Francesco Vairano ne Il principe d'Egitto
- Maurizio Crozza ne Il pianeta del tesoro
- Stefano Benassi in Madagascar 3 - Ricercati in Europa
- Giorgio Lopez in Jimmy Neutron - Ragazzo prodigio
- Pino Insegno ne Il magico mondo di Oz (Perito)
- Mauro Gravina in Frankenweenie (Ben Frankenstein)
- Massimo Corvo in Frankenweenie (Sig. Bergermeister)
- Alex Polidori in Frankenweenie (Nassor)
- Claudio Moneta ne Il gatto col cappello
- Oliviero Dinelli ne I Simpson
- Carlo Valli ne La famiglia Addams
- Andrea Mete in Aquaman e il regno perduto